# كهران
كهران هي قرية في مقاطعة خلخال، إيران. عدد سكان هذه القرية هو 169 في سنة 2006.